# نیلوفر ابراهیمی
نیلوفر ابراهیمی (زاده ۱۳۵۴ ولسوالی تگاب بدخشان) یک سیاست‌مدار اهل افغانستان است. وی توانست در دوره‌های شانزدهم و هفدهم مجلس نمایندگان افغانستان به عنوان نماینده مردم ولایت بدخشان به پارلمان افغانستان راه یابد.

## زندگی‌نامه
نیلوفر ابراهیمی زاده ۱۳۵۴ از ولسوالی تگاب ولایت بدخشان است. وی تحصیلات دوران مدرسهٔ خود را در لیسه(دبیرستان) آید بیگانجی مزار شریف به اتمام رساند و پس از آن وارد دانشکده طب در دانشگاه بلخ شد و مدرک لیسانس خود را در سال ۱۳۸۲ کسب کرد. وی پس از اتمام تحصیلات در شفاخانه‌های(بیمارستانهای) بلخ و بدخشان مشغول به فعالیت شد.

## مجلس نمایندگان

### دوره شانزدهم
نیلوفر ابراهیمی در دوره شانزدهم مجلس نمایندگان افغانستان، عضو کمیسیون دفاع از تمامیت ارضی بود.

### دوره هفدهم
وی توانست با کسب ۶٫۷۱۷ رأی، از ولایت بدخشان، به مجلس نمایندگان راه پیدا کند.

## دیگر فعالیت ها
- فعالیت اجتماعی٬ فرهنگی و سیاسی.[۱][۲]